# Graham (Geòrgia)
Graham és una població dels Estats Units a l'estat de Geòrgia. Segons el cens del 2000 tenia 312 habitants.

## Demografia
Segons el cens del 2000, Graham tenia 312 habitants, 120 habitatges, i 90 famílies. La densitat de població era de 68,8 habitants/km².
Dels 120 habitatges en un 33,3% hi vivien nens de menys de 18 anys, en un 54,2% hi vivien parelles casades, en un 12,5% dones solteres, i en un 25% no eren unitats familiars. En el 22,5% dels habitatges hi vivien persones soles el 5% de les quals corresponia a persones de 65 anys o més que vivien soles. El nombre mitjà de persones vivint en cada habitatge era de 2,6 i el nombre mitjà de persones que vivien en cada família era de 3,07.
Per edats la població es repartia de la següent manera: un 27,9% tenia menys de 18 anys, un 6,4% entre 18 i 24, un 27,6% entre 25 i 44, un 27,2% de 45 a 60 i un 10,9% 65 anys o més.
L'edat mediana era de 36 anys. Per cada 100 dones de 18 o més anys hi havia 104,5 homes.
La renda mediana per habitatge era de 28.438 $ i la renda mediana per família de 30.909 $. Els homes tenien una renda mediana de 26.667 $ mentre que les dones 20.000 $. La renda per capita de la població era de 14.270 $. Entorn del 20% de les famílies i el 24,4% de la població estaven per davall del llindar de pobresa.

## Poblacions més properes
El següent diagrama mostra les poblacions més properes.